# Alice Wegmann
Alice Wegmann Corrêa (Rio de Janeiro, 3 de novembro de 1995) é uma atriz brasileira.

## Biografia
É filha de Paulo Corrêa e Adriana Wegmann e irmã de Marcos Wegmann. Carioca, na infância, Alice morou aos 2 anos de idade em Campinas e também no bairro do  Rio Vermelho em  Salvador, cidades para onde seu pai foi transferido. Aos 3 anos, Alice começou a praticar Ginástica Olímpica, Surfe, Dança, Tênis, Natação, Corrida e Futebol. A atriz, inclusive, foi treinada pelos irmãos campeões Daniele Hypólito e Diego Hypolito, onde treinava com eles e Jade Barbosa no  Clube do Flamengo. Aos 8, chegou até a participar de um campeonato brasileiro da modalidade pelo Flamengo no Campeonato Brasileiro de Ginástica Artística em duas modalidades, salto e solo, ficando em segundo lugar na classificação por equipes. Em 2018, se formou em Comunicação Social - Publicidade e Propaganda na Pontifícia Universidade Católica do Rio de Janeiro (PUC-Rio), onde ingressou no segundo semestre de 2013, conciliando o curso com novelas e séries que fez.

## Carreira
Aos 11 anos de idade, em 2007, entrou para o teatro Tablado, onde cursou teatro por 4 anos. No tablado, atuou nas peças A Guerra de Tróia (2007), O Inspector Geral (2008), Tribobó City (2009) e Feitiço da Vila - Noel Rosa (2010). Fora da Tablado, teve sua estréia nos palcos em 2008 com a peça A Casa da Madrinha de Lygia Bojunga, adaptação de Susana Garcia e Herson Capri. Em 2010 completou sua formação no Tablado e no ano seguinte, com apenas 15 anos, fez sua estréia na televisão interpretando a adolescente descolada Andrea na 18ª temporada de Malhação. Ainda em 2011, viveu a tenista Sofia na segunda fase da novela A Vida da Gente. Assim, pôde mostrar seu lado esportivo que Alice praticava desde a infância.

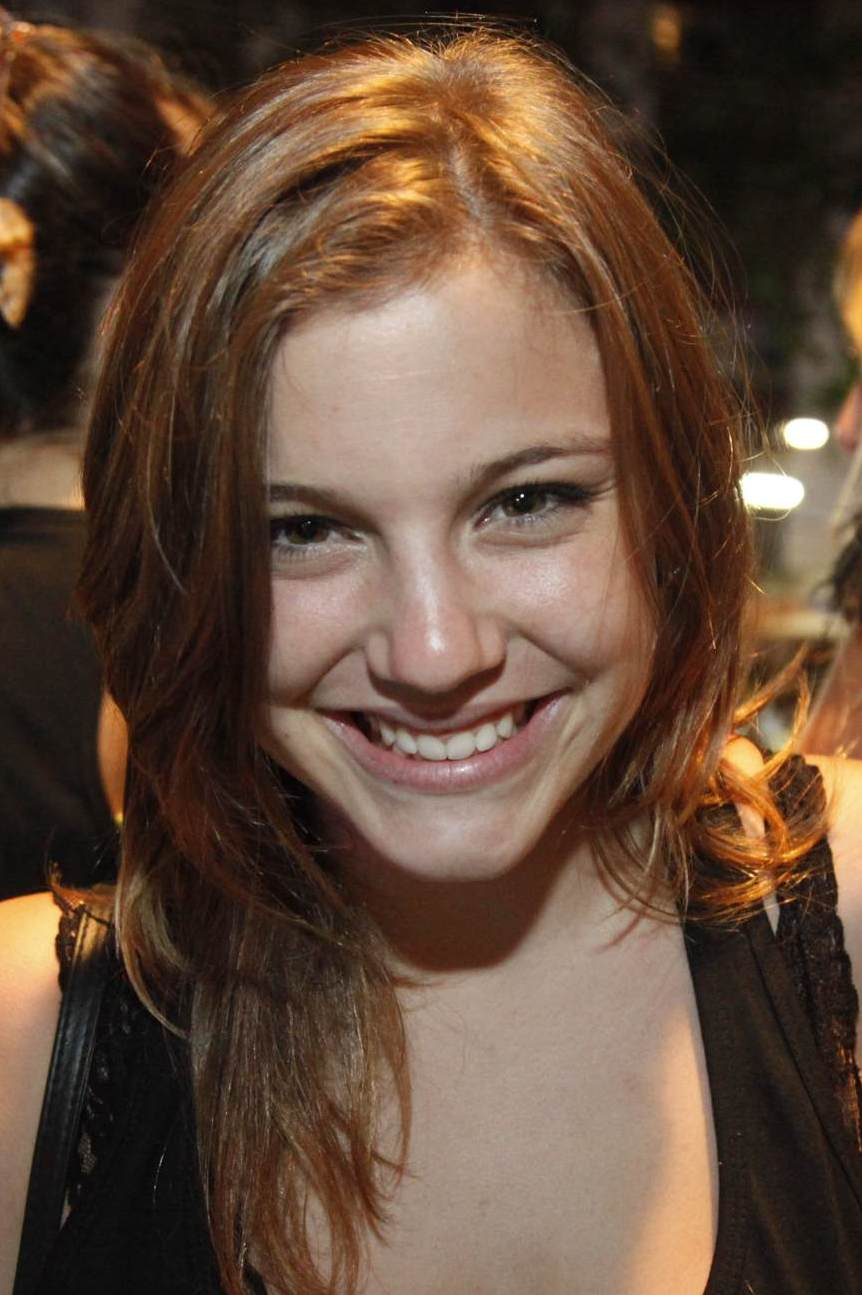
A atriz em 2013.

Em 2012 e 2013, teve seu primeiro papel de protagonista na 20ª temporada de Malhação, interpretando Lia Martins, uma estudante rebelde, revoltada por ter sido abandonada pela mãe, Raquel, já fez terapia e agora se auto analisa tocando sua guitarra. Sua personagem acaba por se envolver num triângulo amoroso com a melhor amiga, Ju, e Dinho, o mulherengo do colégio. Na trama, Alice além de tocar guitarra, também cantava duas músicas inéditas pra trama, "Amo Assim" e "Sozinha em Minha Companhia". No mesmo ano, interpretou no teatro, a alegre e explosiva Bárbara, na comédia romântica Conto de Verão, escrita por Domingos de Oliveira. Em 2013, Alice participou do vídeo clipe "Quero te Encontrar" da dupla Anselmo & Rafael. Em 2014, Alice fez sua estreia no horário das 21h na segunda fase da novela Em Família, no papel da vilã invejosa Shirley, personagem de Vivianne Pasmanter na juventude e gravou seu primeiro filme Tamo Junto, com direção de Matheus Souza. Entre o segundo semestre de 2014 e primeiro trimestre de 2015, interpretou a jovem transgressora, Daniele, na novela Boogie Oogie.
Em 2016, foi uma das protagonistas da minissérie Ligações Perigosas, interpretando Cecília, uma menina ingênua e romântica, que mora há sete anos no convento e descobre o amor com Felipe, personagem de Jesuíta Barbosa. No mesmo ano, na novela das 9, A Lei do Amor, interpretou a doce Isabela, jovem que foi arremesssada pra fora de um barco após briga com o namorado Tiago, personagem de Humberto Carrão, e desapareceu, mas retorna, disfarçada durante boa parte da trama como a vingativa Marina, revelando sua identidade no último capítulo.  Em 2017, viveu a assessora Alice no filme O Rastro.

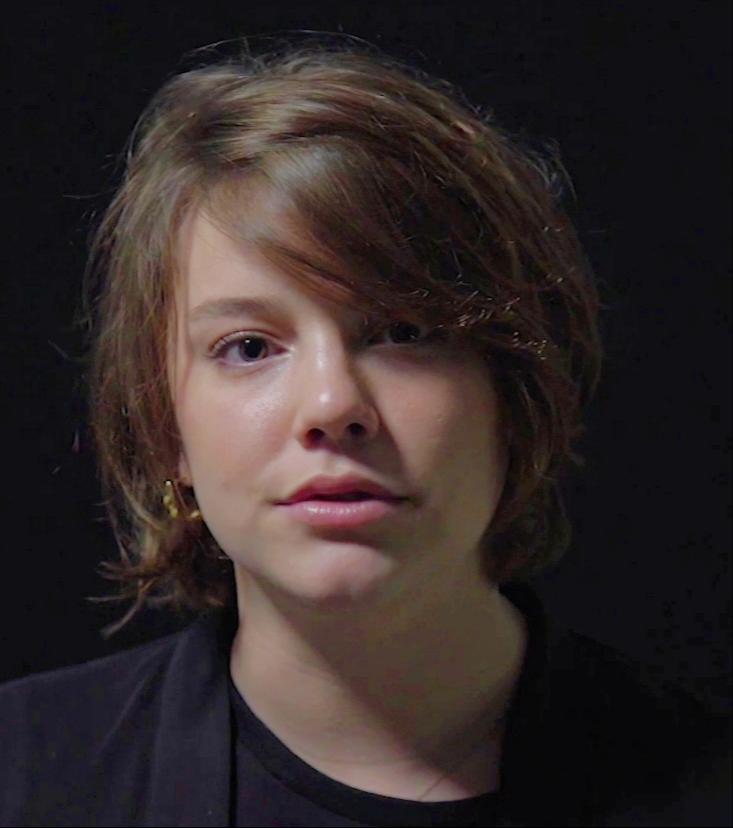
A atriz em 2018.

  Em 2018, na supersérie Onde Nascem os Fortes no interior da Paraíba, viveu seu papel de maior destaque com a protagonista heroína Maria. Nas cenas, a heroína jogou por terra o estereótipo de mocinha tradicional para desvendar o desaparecimento do irmão gêmeo, papel de Marco Pigossi.  Em 2019, integrou o elenco da novela das 18h, Órfãos da Terra no papel da muçulmana, Dalila, a vilã que não mede esforços para separar os protagonistas Jamil e Laila e vingar a morte de seu pai, o Sheik Aziz. Em seguida, atuou no especial de fim de ano  Juntos a Magia Acontece e narrou o episódio sobre Amelia Earhart para o quadro Mulheres Fantásticas do Fantástico.  No mesmo ano, entrou pra lista "Under 30", eleita pela revista Forbes como uma dos destaques jovens brasileiros de até 30 anos na categoria "Artes Dramáticas".
Em 2021, de setembro até novembro, em Goiânia, a atriz gravou a série Rensga Hits, estreando em  2022, que fala sobre o universo  sertanejo, interpretando a protagonista Raíssa Medeiros, uma jovem do interior que descobre que é traída pelo noivo e o abandona no altar, partindo rumo ao sonho de viver da música sertaneja na grande Goiânia. Raíssa terá rivalidade com outra cantora, Gláucia, interpretada por Lorena Comparato, e formará par romântico com Enzo, o príncipe da sofrência, papel de Maurício Destri. A personagem cantará músicas originais feitas pra série como "Desatola Bandida" e foi inspirada na cantora Marília Mendonça. Em 2022, em outubro, gravou o filme A Vilã das Nove, produção da Star Original Productions. Em 2023, de março até julho, em Ceilândia, gravou a série Justiça 2, interpretando uma das protagonistas, Carolina, uma jovem contadora, que por motivos financeiros, retorna sua cidade para morar com a mãe, papel de Julia Lemmertz. Porém, isso a coloca próxima de seu tio, papel de Murilo Benício, que a violentou quando adolescente. Ela decide denúncia-lo e sua família fica contra ela, ela acaba assumindo os negócios da família, e após sete anos, quando ele é solto, ela então começa sua própria vingança.
Após 12 anos de contrato com a TV Globo, assinou com a Netflix, e em agosto gravou em Buenos Aires, a série Senna, sobre Ayrton Senna, interpretando Lilian Vasconcellos, a primeira e única esposa de Ayrton, vivido por Gabriel Leone. Do final de agosto até fevereiro de 2024, a atriz gravou a segunda e a terceira, e última temporada da série Rensga Hits, nos novos episódios, sua personagem Raissa e a irmã Gláucia são forçadas a se unirem para ajudar na recuperação do pai. De agosto até setembro gravou no Pará o filme de ação policial Rio de Sangue, interpretando a médica Luiza, que junto a uma ONG leva saúde para populações indígenas nos territórios do Alto Tapajós, ela acaba sendo sequestrada por garimpeiros sendo filha da policial Patrícia interpretada por Giovanna Antonelli, que tá sendo jurada de morte pelo alto escalão do narcotráfico. Em dezembro começou a gravar o remake Vale Tudo, interpretando Solange Duprat, personagem que foi de Lídia Brondi na versão de 1988, agora a personagem será diretora da Revista Tomorrow e também sofrerá com diabetes. Também gravou como a personagem Solange um crossover, uma participação em um episódio da série humorística Encantado's.

## Vida Pessoal
Em 2012, teve um breve relacionamento com o ator e cantor Arthur Aguiar. Entre 2014 e 2016, namorou Pedro Malan. Em 2019, namorou com o agente artístico Miguel Ribas Gastal. Em 2022, namorou o instrumentista Dudu Borges, conhecido como Analaga, produtor musical da série Rensga Hits!. Em 2024, assumiu romance com o empreendedor e surfista baiano Matheus Seixas, mas o relacionamento chegou ao fim em julho do mesmo ano.

## Filmografia

### Televisão
| Ano       | Título                        | Personagem                             | Notas                         |
| --------- | ----------------------------- | -------------------------------------- | ----------------------------- |
| 2010-2011 | Malhação                      | Andréa Ramos                           |                               |
| 2011-2012 | A Vida da Gente               | Sofia Azevedo Prates                   |                               |
| 2012-2013 | Malhação: Intensa como a Vida | Lia Martins                            |                               |
| 2014      | Em Família                    | Shirley Soares Esteves (jovem)         | Episódios: "4–8 de fevereiro" |
| 2014-2015 | Boogie Oogie                  | Daniele Veiga Azevedo Fraga            |                               |
| 2015      | Malhação Sonhos               | Lia Martins                            | Episódio: "18 de maio"        |
| 2016      | Ligações Perigosas            | Cecília Mata Medeiros                  |                               |
| 2016-2017 | A Lei do Amor                 | Isabela Dias / Marina Ramos de Almeida |                               |
| 2017      | Os Trapalhões                 | Ritoca                                 | Episódio: "26 de julho"       |
| 2017      | Cidade Proibida               | Bete Dias                              | Episódio: "Caso Glória"       |
| 2018      | Onde Nascem os Fortes         | Maria Ferreira da Silva                |                               |
| 2019      | Órfãos da Terra               | Dalila Abdallah / Basma Bakri          |                               |
| 2019      | Juntos a Magia Acontece       | Contratante                            | Especial de fim de ano        |
| 2020      | Mulheres Fantásticas          | Narradora                              | Episódio: "Amelia Earhart"    |
| 2022-2025 | Rensga Hits!                  | Raíssa Bárbara Medeiros                |                               |
| 2024      | Justiça 2                     | Carolina Teixeira de Queiroz           |                               |
| 2024      | Senna                         | Lilian de Vasconcellos Souza           |                               |
| 2025      | Vale Tudo                     | Solange Duprat                         |                               |
| 2025      | Encantado's                   | Solange Duprat                         | Episódio: "Vale Tudo"         |

### Cinema
| Ano  | Título          | Personagem     |
| ---- | --------------- | -------------- |
| 2016 | Tamo Junto      | Diana          |
| 2017 | O Rastro        | Alice          |
| 2024 | A Vilã das Nove | Débora         |
| 2025 | Rio de Sangue   | Luiza Trindade |

### Videoclipes
| Ano  | Música               | Artista          |
| ---- | -------------------- | ---------------- |
| 2013 | "Quero te Encontrar" | Anselmo & Rafael |
| 2015 | "Floresta"           | Sinara           |

### Internet
| Ano  | Título                                        | Personagem / Cargo | Nota           |
| ---- | --------------------------------------------- | ------------------ | -------------- |
| 2021 | Gucci Ouverture of Something that Never Ended | Diretora           | Curta-metragem |

## Teatro
| Ano     | Peça                        | Personagem |
| ------- | --------------------------- | ---------- |
| 2007    | A Guerra de Tróia           |            |
| 2008    | O Inspector Geral           |            |
| 2008    | A Casa da Madrinha          | Vera       |
| 2009    | Tribobó City                |            |
| 2010    | Feitiço da Vila - Noel Rosa |            |
| 2012–14 | Conto de Verão              | Barbara    |

## Discografia

### Trilha Sonora
| Ano  | Título                          | Outro(s) artista(s) | Álbum                               | Videoclipe |
| ---- | ------------------------------- | ------------------- | ----------------------------------- | ---------- |
| 2013 | "Amo Assim"                     | —                   | Malhação: Intensa como a Vida       | Sim        |
| 2013 | "Sozinha em Minha Companhia"    | —                   | Malhação: Intensa como a Vida       | Sim        |
| 2022 | "De Novo Não"                   | —                   | Rensga Hits! Trilha Sonora Original | —          |
| 2022 | "Coragem"                       | Alejandro Claveaux  | Rensga Hits! Trilha Sonora Original | —          |
| 2022 | "Desatola Bandida"              | —                   | Rensga Hits! Trilha Sonora Original | Sim        |
| 2022 | "Pássaro Sem Ninho"             | Lorena Comparato    | Rensga Hits! Trilha Sonora Original | —          |
| 2022 | "Nota 100 (Tudo bem… Acontece)" | Lorena Comparato    | Rensga Hits! Trilha Sonora Original | —          |
| 2024 | "Detox de Macho"                | Lorena Comparato    | Rensga Hits! Segunda Temporada      | Sim        |
| 2024 | "No Sigilo"                     | Lorena Comparato    | Rensga Hits! Segunda Temporada      | —          |
| 2024 | "Raiz"                          | —                   | Rensga Hits! Segunda Temporada      | —          |
| 2025 | "Bagunça"                       | —                   | Rensga Hits! Terceira Temporada     | Sim        |
| 2025 | "Igual para Igual (quase lá)"   | —                   | Rensga Hits! Terceira Temporada     | —          |
| 2025 | "Nem Precisa me Atender"        | Maurício Destri     | Rensga Hits! Terceira Temporada     | —          |

## Prêmios e indicações
| Ano  | Prêmio                                   | Categoria                             | Trabalho indicado     | Resultado |
| ---- | ---------------------------------------- | ------------------------------------- | --------------------- | --------- |
| 2012 | Prêmio Extra de Televisão                | Ídolo Teen                            | Malhação              | Indicada  |
| 2013 | Prêmio Jovem Brasileiro                  | Melhor Atriz                          | Malhação              | Venceu    |
| 2013 | Prêmio Febre Teen                        | Atriz / Ator Nacional do Ano          | Malhação              | Indicada  |
| 2016 | Prêmio Quem de Televisão                 | Melhor Atriz Coadjuvante              | Ligações Perigosas    | Indicada  |
| 2018 | Melhores do Ano                          | Atriz de Série, Minissérie ou Seriado | Onde Nascem os Fortes | Indicada  |
| 2018 | Prêmio APCA de Televisão                 | Melhor Atriz                          | Onde Nascem os Fortes | Indicada  |
| 2018 | Prêmio F5                                | Melhor Atriz de Série ou Minissérie   | Onde Nascem os Fortes | Indicada  |
| 2018 | Prêmio Extra de Televisão                | Melhor Atriz                          | Onde Nascem os Fortes | Indicada  |
| 2018 | Prêmio The Brazilian Critic              | Melhor Atriz em Série de Drama        | Onde Nascem os Fortes | Indicada  |
| 2018 | Melhores do Ano Natelinha                | Melhor Atriz                          | Onde Nascem os Fortes | Indicada  |
| 2019 | Melhores do Ano                          | Atriz de Novela                       | Órfãos da Terra       | Indicada  |
| 2019 | Prêmio Área VIP                          | Melhor Atriz                          | Órfãos da Terra       | Indicada  |
| 2019 | Melhores do Ano Natelinha                | Melhor Atriz                          | Órfãos da Terra       | Indicada  |
| 2019 | BreakTudo Awards                         | Melhor Atriz                          | Órfãos da Terra       | Indicada  |
| 2019 | Prêmio The Brazilian Critic              | Melhor Atriz em Novela                | Órfãos da Terra       | Venceu    |
| 2019 | Melhores do Ano Diário Gaúcho            | Melhor Atriz                          | Órfãos da Terra       | Indicada  |
| 2019 | Melhores do Ano Minha Novela             | Melhor Vilã/Vilão                     | Órfãos da Terra       | Indicada  |
| 2022 | Prêmio Notícias de TV                    | Melhor Atriz Jovem Adulta             | Rensga Hits!          | Indicada  |
| 2022 | BreakTudo Awards                         | Atriz Nacional                        | Rensga Hits!          | Indicada  |
| 2022 | Melhores do Ano                          | Atriz de Série                        | Rensga Hits!          | Indicada  |
| 2022 | Prêmio Contigo! Online                   | Melhor Atriz de Série                 | Rensga Hits!          | Indicada  |
| 2022 | Melhores do Ano AnaMaria                 | Atriz do Ano                          | Rensga Hits!          | Indicada  |
| 2023 | Prêmio iBest                             | Protagonista Influenciador            | Rensga Hits!          | Indicada  |
| 2023 | SEC Awards                               | Melhor Atriz em Série Nacional        | Rensga Hits!          | Indicada  |
| 2024 | Prêmio iBest                             | Influenciador Rio de Janeiro          | Alice Wegmann         | Indicada  |
| 2024 | Prêmio iBest                             | Protagonista Influenciador            | Justiça 2             | Indicada  |
| 2024 | Prêmio Noticiasdetv.com                  | Melhor Atriz Jovem Adulta             | Justiça 2             | Indicada  |
| 2024 | Prêmio F5                                | Melhor Atuação em Série ou Minissérie | Justiça 2             | Indicada  |
| 2025 | Prêmio Platino de Cinema Ibero-Americano | Melhor Atriz de Série                 | Rensga Hits!          | Indicada  |
| 2025 | SEC Awards                               | Melhor Atriz em Série Nacional        | Rensga Hits!          | Pendente  |
| 2025 | Prêmio Grande Otelo do Cinema Brasileiro | Melhor Atriz de Série                 | Rensga Hits!          | Pendente  |
| 2025 | Prêmio iBest                             | Influenciador Rio de Janeiro          | Alice Wegmann         | Pendente  |
| 2025 | Prêmio iBest                             | Protagonista Influenciador            | Vale Tudo             | Pendente  |